# Natsuki
Natsuki (jap. なつき, ナツキ) – imię japońskie, częściej noszone przez kobiety niż przez mężczyzn, jest także używane jako nazwisko.

## Możliwa pisownia
Natsuki można zapisać używając wielu różnych znaków kanji i może znaczyć m.in.:
jako imię
- 夏希, „lato, nadzieja”[1]
- 夏稀, „lato, rzadki”
- 夏生, „lato, surowy”
- 夏紀, „lato, kronika”
- 夏樹, „lato, drewno”
- 夏姫, „lato, księżniczka”
- 菜月, „warzywa, księżyc”
- 奈月, „Nara, księżyc”
- 奈津樹
- 奈津紀

jako nazwisko
- 夏木, „lato, drzewo”
- 夏樹, „lato, drewno”

## Znane osoby
o imieniu Natsuki
- Natsuki, wokalista japońskiego zespołu -OZ-
- Natsuki, basista japońskiego zespołu DuelJewel
- Natsuki Ikezawa (夏樹), japoński poeta, prozaik, eseista i tłumacz
- Natsuki Katō (夏希), japońska aktorka
- Natsuki Okamoto (奈月), japońska modelka i aktorka
- Natsuki Sumeragi (名月), japońska mangaka
- Natsuki Takaya (奈月), japońska mangaka
- Natsuki Satō (夏希), członkini japońskiej grupy AKB48

o nazwisku Natsuki
- Yōko Natsuki (夏樹), japońska aktorka
- Rio Natsuki (夏樹), japońska seiyū

## Fikcyjne postacie
- Natsuki Kuga (なつき), bohaterka anime My-HiME, w anime My-Otome jej imię zmieniono na Natsuki Kruger (jap. ナツキ・クルーガー Natsuki Kurūgā)
- Natsuki Mamiya (菜月) / Bouken Żółty, główna bohaterka serialu tokusatsu Go Go Sentai Boukenger